# Tin Jedvaj
Tin Jedvaj (n. 28 noiembrie 1995) este un fotbalist profesionist croat care joacă pe postul de fundaș la Panathinaikos în Superliga Greciei și la echipa națională de fotbal a Croației. El a făcut parte din echipa Croației care a ajuns până în finala Campionatului Mondial din 2018, unde a fost învinsă de Franța.

## Cariera pe echipe

### Dinamo Zagreb
Jedvaj și-a început cariera de fotbalist profesionist în 2013 cu Dinamo Zagreb, în cadrul academiei de tineret a lui Dinamo. El și-a făcut debutul într-un meci împotriva lui Osijek, jucând pe postul de fundaș central alături de Josip Šimunić. El a marcat primul gol pentru echipă în meciul cu Cibalia.
În primul său sezon la Dinamo Zagreb a câștigat Prva HNL, campionatul Croației. La începutul noului sezon, a câștigat un alt trofeu cu clubul, când Dinamo a învins-o pe Hajduk Split în Supercupa Croației. A jucat în 14 meciuri pentru echipa croată.

### AS Roma
La sfârșitul primului său sezon la profesioniști, Jedvaj a fost urmărit și abordat de clubul italian AS Roma, deși oferta inițială a fost respinsă de consiliul de administrație de la Dinamo. Totuși, la 10 iulie 2013, a fost confirmat faptul că Jedvaj a semnat un contract cu clubul roman. Jedvaj a debutat la AS Roma în Serie A la 1 decembrie 2013, intrând din postura de rezervă în minutul 83 într-o victorie din Serie A asupra Genoei. El și-a făcut debutul pentru club din postura de titular împotriva aceluiași adversar în ultima rundă a sezonului de Serie A, cu Genoa câștigând meciul de pe Stadionul Luigi Ferraris cu 1-0. Jedvaj a încheiat sezonul jucând doar în aceste două meciuri, prinzând banca de rezerve de 33 de ori în sezonul 2013-2014.

### Bayer Leverkusen
La 11 iunie 2014, Bayer Leverkusen a anunțat că a ajuns la un acord cu clubul și cu jucătorul pentru a fi împrumutat de la AS Roma până la sfârșitul sezonului 2015-2016. Debutul lui Jedvaj la echipa germană - în care a contribuit în mod semnificativ în timpul celor 90 de minute din primul meci oficial al sezonului - a ajutat echipa să obțină o victorie de 6-0 împotriva lui Alemannia Waldalgesheim în prima rundă a DFB-Pokal 2014-2015. Câteva zile mai târziu, pe 19 august, Jedvaj a debutat pentru echipa germană în Liga Campionilor UEFA, înlocuindu-și colegul de echipă Giulio Donati în minutul 46 în victoria cu 2-3 în deplasarea lui Bayer în Danemarca împotriva Copenhagăi în play-offul Ligii Campionilor 2014-2015. Jedvaj a jucat bine în a doua repriză, ajutându-i echipa să obțină victoria. A primit un cartonaș galben în minutul 51 al meciului. Jedvaj a jucat, de asemenea, în meciul retur împotriva lui Copenhaga în victoria cu 4-0 a germanilor, permițând calificarea echipei Bayer în faza grupelor din Liga Campionilor. Jedvaj a fost integralist în toate meciurile din grupe, obținând chiar și o pedeapsă în minutul treizeci, care a fost transformat de atacantul Stefan Kießling în victoria scor 3-0.
Jedvaj a făcut ulterior debutul în Bundesliga pe 23 august, o victorie cu 2-0 împotrivaBorussiei Dortmund în primul meci al sezonului. El a înscris primul gol cu Bayer la începutul celui de-al doilea meci al sezonului, într-o victorie scor 4-2 împotriva echipei Hertha BSC. Jedvaj marcat în minutul 50, ducând scorul la 1-1, cu Bayer câștigând în cele din urmă. Jedvaj și-a continuat forma bună la Leverkusen, marcând un gol cu un șut puternic cu efect împotriva lui Werder Bremen, ducând scorul la 1-0. În același meci i-a oferit o pasă de gol și lui Son Heung-min pentru golul care a dus meciul la 3-3.
La 20 ianuarie 2015, Bayer Leverkusen a confirmat că l-a transferat permanent pe Jedva de la Roma și a semnat un contract definitiv cu fundașul croat până în 2020. Cu toate acestea, Jedvaj a reușit să joace într-un singur meci în prima jumătate a sezonului 2015-2016. Acest lucru sa datorat unei accidentări la coapsă care a recidivat de trei ori. Singurul meci jucat de el a fost cel împotriva lui Hamburger SV în octombrie, în care a intrat din postura de rezervă. La 29 octombrie 2016 a marcat golul victoriei în meciul câștigat cu 2-1 împotriva lui VfL Wolfsburg.

## Cariera la națională
Jedvaj a reprezentat Croația la mai multe categorii de vârstă la tineret. El și-a făcut debutul la naționala mare a Croației la vârsta de 18 ani, jucând în ultimele 13 minute într-un meci amical împotriva Ciprului la 4 septembrie 2014 la stadionul Drosina din Pula, Croația. La 31 mai 2016, s-a confirmat faptul că va face parte din lotul echipei Croației pentru UEFA Euro 2016. A fost titular într-un meci împotriva Spaniei, pe care Croația l-a câștigat cu 2-1.
În luna mai a anului 2018 a fost numit în lotul lărgit de 32 de jucători ai Croației  pentru Campionatul Mondial din 2018 din Rusia. A jucat o singură dată în timpul turneului, jucând nouăzeci de minute în victoria cu 2-1 asupra Islandei. Croația a terminat turneul pe locul secund, fiind învinsă de naționala Franței. La 16 noiembrie 2018 a marcat 2 goluri într-un meci din Liga Națiunilor împotriva Spaniei, dintre care unul câștigător în victoria cu 3-2.

## Viața personală
Tatăl lui Jedw, Zdenko, este un fost fotbalist. În timpul războiului bosniac, familia sa a părăsit Mostarul din Bosnia și Herțegovina, și s-a mutat în capitala Croației, Zagreb.

## Statistici privind cariera

### Club
Până pe 27 aprilie 2019
| Club             | Sezon         | Ligă          | Ligă    | Ligă   | Cupă    | Cupă   | Europa  | Europa | Altele  | Altele | Total   | Total  |
| Club             | Sezon         | Divizie       | Meciuri | Goluri | Meciuri | Goluri | Meciuri | Goluri | Meciuri | Goluri | Meciuri | Goluri |
| ---------------- | ------------- | ------------- | ------- | ------ | ------- | ------ | ------- | ------ | ------- | ------ | ------- | ------ |
| Dinamo Zagreb    | 2012-2013     | Prva HNL      | 13      | 1      | 0       | 0      | 0       | 0      | -       | -      | 13      | 1      |
| Dinamo Zagreb    | 2013-2014     | Prva HNL      | -       | -      | -       | -      | -       | -      | 1 1     | 0      | 1       | 0      |
| Dinamo Zagreb    | Total         | Total         | 13      | 1      | 0       | 0      | 0       | 0      | 1       | 0      | 14      | 1      |
| AS Roma          | 2013-2014     | Serie A       | 2       | 0      | 0       | 0      | -       | -      | -       | -      | 2       | 0      |
| Bayer Leverkusen | 2014-2015     | Bundesliga    | 22      | 2      | 2       | 0      | 5       | 0      | -       | -      | 29      | 2      |
| Bayer Leverkusen | 2015-2016     | Bundesliga    | 15      | 0      | 0       | 0      | 3       | 0      | -       | -      | 18      | 0      |
| Bayer Leverkusen | 2016-2017     | Bundesliga    | 18      | 1      | 1       | 0      | 4       | 0      | -       | -      | 23      | 1      |
| Bayer Leverkusen | 2017-2018     | Bundesliga    | 10      | 0      | 0       | 0      | -       | -      | -       | -      | 10      | 0      |
| Bayer Leverkusen | 2018-2019     | Bundesliga    | 16      | 0      | 2       | 1      | 3       | 1      | -       | -      | 21      | 2      |
| Total            | Total         | Total         | 81      | 3      | 5       | 1      | 15      | 1      | -       | -      | 101     | 5      |
| Total carieră    | Total carieră | Total carieră | 96      | 4      | 5       | 1      | 15      | 1      | 1       | 0      | 117     | 7      |
| Referință:       |               |               |         |        |         |        |         |        |         |        |         |        |

1. 1 2  Meci în Supercupa Croației
2. 1 2  Meciuri în UEFA Champions League
3. ↑  Meciuri în UEFA Europa League

### Meciuri la națională
Statistici corecte până pe 15 noiembrie 2018.
| Croația | Croația | Croația |
| An      | Meciuri | Goluri  |
| ------- | ------- | ------- |
| 2014    | 2       | 0       |
| 2015    | 1       | 0       |
| 2016    | 2       | 0       |
| 2017    | 4       | 0       |
| 2018    | 8       | 2       |
| Total   | 17      | 2       |

### Goluri la națională
Din meciul jucat 15 noiembrie 2018. Secțiunea scor indică scorul după fiecare gol marcat de Jedvaj. 
| Nr. | Data              | Stadion                           | Selecție | Adversar | Scor | Rezultat | Competiție                     |
| --- | ----------------- | --------------------------------- | -------- | -------- | ---- | -------- | ------------------------------ |
| 1   | 15 noiembrie 2018 | Stadion Maksimir, Zagreb, Croația | 17       | Spania   | 2-1  | 3-2      | Liga Națiunilor UEFA 2018-2019 |
| 2   | 15 noiembrie 2018 | Stadion Maksimir, Zagreb, Croația | 17       | Spania   | 3-2  | 3-2      | Liga Națiunilor UEFA 2018-2019 |

## Titluri

### Club
Dinamo Zagreb
- Prva HNL: 2012-2013
- Supercupa Croației: 2013

### Internațional
Croația
- Campionatul Mondial: finalist 2018[31]

### Individual
- Speranța anului în fotbalul croat: 2014

### Decorații
- Ordinul ducele Branimir cu panglică: 2018[32]